# Leptopsilopa africana
Leptopsilopa africana är en tvåvingeart som beskrevs av Cresson 1946. Leptopsilopa africana ingår i släktet Leptopsilopa och familjen vattenflugor.
Artens utbredningsområde är Kenya. Inga underarter finns listade i Catalogue of Life.